# Paul Ready
Paul Ready (* 1977 in Birmingham) ist ein britischer Schauspieler.

## Frühes Leben
Ready stammt aus der englischen Stadt Birmingham, wo er eine Grammar School exklusiv für Jungen besuchte und am Birminghamer Jugendtheater teilnahm. Mit 17 Jahren spielte er für das National Youth Theatre als Romeo neben Rosamund Pike. Er studierte an der London Academy of Music and Dramatic Art.

## Karriere
Ready machte seine nationale Karriere hauptsächlich im Theater. In London tritt er meistens im Royal National Theatre und Royal Court Theatre auf. 2003 erhielt er in der Komödie der Irrungen eine Empfehlung für den Ian Charleson Award und spielte am West End in One Flew Over the Cuckoo’s Nest. Mit seiner Frau Michelle Terry spielte er häufig auch auf der Bühne Paare, etwa 2010 in London Assurance, 2012 in In the Republic of Happiness und 2018 als die Macbeths in einer Produktion des Shakespeare’s Globe, dessen künstlerische Leiterin Terry seit 2018 ist.
Im Fernsehen erlangte er erste größere Bekanntheit durch Serienhauptrollen in Utopia ab 2013 und Motherland ab 2016. Er spielte 2018 in der ersten Staffel von The Terror, für die er für einen Satellite Award nominiert wurde, und in Bodyguard.

## Privates
Ready ist verheiratet mit der Schauspielerin Michelle Terry und hat mit ihr eine 2016 geborene Tochter.

## Theaterauftritte (Auswahl)
- 2002: Comedy of Errors
- 2007: Saint Joan (National Theatre)
- 2008: Waves (National Theatre)
- 2009: Love’s Labour Lost (US-Tour)
- 2010: London Assurance
- 2011: Wastwater (Royal Court Theatre)
- 2011: A Woman Killed With Kindness (National Theatre)
- 2012: Noises Off (Novello Theatre)
- 2012–2013: In the Republic of Happiness (Royal Court Theatre)
- 2015: Measure for Measure (Young Vic)
- 2018–2019: Macbeth (Sam Wanamaker Playhouse)
- 2023: Twelfth Night (Globe Theatre)

## Filmografie (Auswahl)
- 1995: Engel und Insekten (Angels & Insects)
- 2000: Maybe Baby
- 2002: Gwyn – Prinzessin der Diebe (Princess of Thieves)
- 2005: Pierrepoint
- 2006: Dresden
- 2012: Private Peaceful – Mein Bruder Charlie (Private Peaceful)
- 2013: The Tunnel – Mord kennt keine Grenzen (Tunnel, Fernsehserie, 3 Episoden)
- 2013–2014: Utopia (Fernsehserie, 7 Episoden)
- 2013–2016: Ripper Street (Fernsehserie, 3 Episoden)
- 2015: Cuffs (Fernsehserie, 8 Episoden)
- 2016–2022: Motherland (Fernsehserie, 20 Episoden)
- 2016: The Circuit
- 2016: Zeugin der Anklage (The Witness for the Prosecution, 2 Teile)
- 2017: Fortitude (Fernsehserie, 2 Episoden)
- 2017: The Death of Stalin
- 2018: The Terror (Fernsehserie, 10 Episoden)
- 2018: Bodyguard (Fernsehserie, 5 Episoden)
- 2019: MotherFatherSon (Fernsehserie, 7 Episoden)
- 2020: Flack (Fernsehserie, 3 Episoden)
- 2021: Die Ausgrabung (The Dig)
- 2022: Half Bad – The Bastard Son & The Devil Himself (Fernsehserie, 8 Episoden)
- 2023: Heart of Stone
- 2024: Ein Gentleman in Moskau (A Gentleman in Moscow, Fernsehserie, 2 Episoden)
- 2024: Bring Them Down

## Auszeichnungen und Nominierungen
Theater
- 2003 Ian Charleson Awards: Commendation

Fernsehen
- 2018 Satellite Awards: Nominierung als Bester Fernseh-Nebendarsteller